# Veniamin (Rudyj)
Veniamin (světským jménem: Georgij Anatoljevič Rudyj; * 17. července 1959, Alma-Ata) je kazašský duchovní Ruské pravoslavné církve, biskup talgarský a vikář astanské eparchie.

## Život
Narodil se 17. července 1959 v Alma-Atě. Navštěvoval střední č. 10 v Alma-Atě a poté Republikánskou fyziko-matematickou školu.
V letech 1976–1982 studoval na fakultě fyziky Kazašské národní univerzity. Po studiu pracoval v Institutu jaderné fyziky Akademie věd Kazašské sovětské socialistické republiky.
V letech 1988–1990 pracoval jako hlídač biskupské rezidence biskupa almaatského a kazachstánského Jevsevije (Savvina).
Dne 7. dubna 1990 byl biskupem Jevsevijem rukopoložen na diákona a 28. srpna arcibiskupem almaatským a kazachstánským Alexijem (Kutěpovem) na jereje. Stal se klerikem chrámu svatých apoštolů Petra a Pavla v Petropavli a představeným chrámu svaté Xenie Petrohradské v Kapčagaji.
V letech 1990–1995 absolvoval dálkové studium Moskevského duchovního semináře.
Dne 12. dubna 1992 byl arcibiskupem Alexijem postřižen na monacha se jménem Veniamin na počest svatého mučedníka Veniamina (Kazanského), metropolity petrohradského a gdovského.
V letech 1998–2003 vyučoval na Almaatském eparchiálním duchovním učilišti katechezi a Starý a Nový zákon. Mezitím se roku 2000 stal blagočinným 3. Almaatského církevního okruhu.
Roku 2000 byl povýšen na igumena.
Roku 2002 dokončil studium na Moskevské duchovní akademii.
V letech 2003–2022 působil jako sekretář šymkentské eparchie.
Roku 2016 byl povýšen na archimandritu.
Dne 16. března 2023 jej Svatý synod zvolil biskupem talgarským a vikářem astanské eparchie. Dne 27. března byl v chrámu Krista Spasitele v Moskvě oficiálně jmenován biskupem a 30. dubna proběhla ve stejném chrámu jeho biskupská chirotonie. Světiteli byli patriarcha moskevský Kirill, metropolita astanský a kazachstánský Alexandr (Mogiljov), metropolita krutický a kolomenský Pavel (Ponomarjov), metropolita volokolamský Antonij (Sevrjuk), metropolita murmanský a mončegorský Mitrofan (Badanin), biskup rybinský a romanovo-borisoglebský Veniamin (Lichomanov) a biskup zarajský Konstantin (Ostrovskij).